# Blek rundkäftfisk
Blek rundkäftfisk (Cyclothone alba) är en fiskart som beskrevs av Brauer, 1906. Blek rundkäftfisk ingår i släktet Cyclothone och familjen Gonostomatidae. Inga underarter finns listade.